# Мінін Роман Сергійович

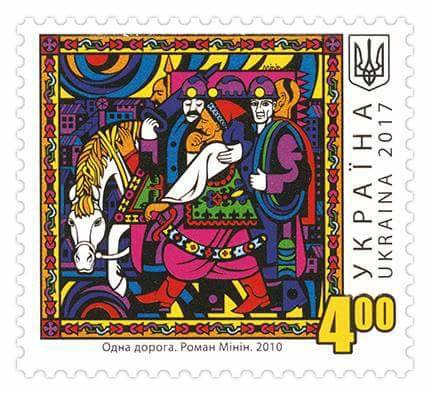
«Мінін Роман Сергійович», поштова марка України (2017)

Роман Сергійович Мінін (10 червня 1981) — сучасний український художник-монументаліст, графік, фотограф, автор об'єктів та інсталяцій.

## Біографія[2]
Роман Мінін народився в 1981 році в Димитрові (нині Мирноград) Донецької області. Закінчив Харківську академію дизайну та мистецтв у 2008 році на відділенні монументального живопису. У 2009 нагороджений медаллю «Талант та покликання» Всесвітнього альянсу «Миротворець». Учасник міжнародних арт-проєктів та експозицій, організатор стріт-арт фестивалів. Заснував напрями SMS art та TRANSMONUMENTALISM. Активно використовує віртуальну та доповнену реальність у своїй творчій діяльності. Співурядник некомерційної організації Art Embassy та стартапу Transmonument. Створює антологію шахтарського життя.

## Вибрані виставки[2]
- 2019 — Minin'g Charleroi, музей Le Bois du Cazier [Архівовано 9 лютого 2021 у Wayback Machine.], Шарлеруа
- 2019 — Transmonument, Mhaata gallery [Архівовано 28 серпня 2019 у Wayback Machine.], Брюссель, Бельгія
- 2019 — Роман Мінін в Генку, C-mine [Архівовано 22 грудня 2021 у Wayback Machine.], Генк, Бельгія
- 2019 — Золото нації, Харківська муніципальна галерея, Харків, Україна
- 2018 — Арт-майнінг. Постійне представництво України при Раді Європи, Страсбург, Франція
- 2018 — Мінін у Генку. Thor Central Genk [Архівовано 28 серпня 2019 у Wayback Machine.], Генк, Бельгія
- 2018 — Свій/Чужий. Дзиґа, Львів, Україна
- 2018 — Перманентна революція. Українське мистецтво сьогодні, Ludwig Museum [Архівовано 26 вересня 2019 у Wayback Machine.], Будапешт
- 2017 — Мистецька праця. ART WORK, Вроцлав, Польща
- 2017 — MININ in BRUSSELS, Mhaata Gallery, Бельгія
- 2017 — Show Promise. Львівський палац мистецтв. Україна
- 2016 — Килим. Сучасні українські митці, с. Татарів, Івано-Франківська область, Zenko Foundation [Архівовано 21 серпня 2019 у Wayback Machine.]
- 2015 — Transformation der Moderne, Volkskundemuseum Wien [Архівовано 16 червня 2019 у Wayback Machine.], Відень, Австрія
- 2015 — Just art, ARTVERA'S ART GALLERY [Архівовано 1 вересня 2019 у Wayback Machine.], Швейцарія, Женева
- 2015 — Трансформатка, YermilovCentre [Архівовано 25 серпня 2019 у Wayback Machine.], Харків
- 2012 — План втечі з Донецької області, Palazzo Cantagalli, Фоліньйо, Італія
- 2011 — Не моя справа, проект «Стіна», Винзавод [Архівовано 26 січня 2013 у Wayback Machine.], Москва, Росія
- 2011 — План втечі з Донецької області", Харківська муніципальна галерея, Харків
- 2010 — Шахтарський фольклор, Сумська муніципальна галерея, Суми
- 2010 — Сни про війну, Vovatanya Gallery, Харків